# Jordi Riera Pujal
Jordi Riera Pujal (Granollers, Vallès Oriental, 26 de novembre de 1960), germà de Carles Riera Pujal, és un artista plàstic, escriptor, estudiós i divulgador del còmic i l'humor gràfic.

## Biografia

### Arts plàstiques
Va estudiar dibuix, pintura, disseny gràfic i fotografia a l'escola Eina de Barcelona. Ha realitzat més d'una trentena d'exposicions individuals i col·lectives a diversos indrets de Catalunya. L'any 1992 junt amb 13 persones més funda l'associació cultural G-57 Espai Referencial. Els objectius de G-57 eren la investigació i la difusió d'activitats contemporànies. L'associació va mantenir amb fonts propis durant prop d'un any un espai de 400 metres a l'antiga fàbrica tèxtil de Can Comas de Granollers en el que es realitzaren perfomances, i exposicions d'art d'avantguarda. L'any 1993 participa en la Mostra- Acció Destruïm la guerra. Divuit creadors plàstics exposaven les seves obres en el Museu de Granollers i uns dies després cremaven les obres d'art a la Plaça de la Porxada. Aquest acte públic, on es llegia un manifest, es repetiria sis vegades durant sis mesos i es va fer com a protesta per la barbàrie de la guerra de Bòsnia. L'any 1996 entra a formar part del grup artístic Els Isards. Els Isards organitzaran l'any 1998 la Setmana de les Arts del 12 al 18 de juny. Setmana a on es realitzaran diversos actes culturals que quedaran reflectits en un catàleg. De la ficció a la realitat. Homenatge del grup Els Isards a Maria Masllorens Olivaes serà el títol d'una exposició realitzada al Museu de Granollers, al març-abril de 2001. Els diversos actes d'aquest homenatge es va reunir en forma de catàleg-llibre.

### Còmic, humor gràfic, animació
Treballa com estudiós i divulgador del món del còmic, l'humor gràfic i l'animació escrivint articles per Tebeosfera, Núvol o Nació Digital, per llibres o dirigint exposicions i donant conferències. L'any 2008 va publicar en forma de web un recull de les publicacions de còmic editades en català després de la Guerra Civil. L'any 2011 aquesta web molt ampliada pel que fa a dades i imatges s'editaria en forma de llibre. L'estiu de 2013 va impulsar el naixement de la revista cultural Tentacles, publicació de la qual va ser codirector. Des de l'any 2015 és el director de continguts del museu digital dedicat a l'humor gràfic Humoristan.

## Llibres publicats

### Còmic, humor gràfic
- 2011  El còmic en català. Catàleg d'àlbums i publicacions (1939-2011). Ediciones Glénat. ISBN 978-84-9947-267-6.[18]
- 2016 La Corona d'Aragó dibuixada. Història i ficció. Ministerio de Educación, Cultura y Deporte.[19]
- 2017 El Jueves. 40 años, RBA Libros, Barcelona. ISBN 9788490568521
- 2019 Enric Sió. El dibuixant que va trencar motlles. Català i castellà. Museu de Badalona.ISBN 9788488758569
- 2019 El Jueves. Crónica sentimental de España. RBA libros, Barcelona. ISBN 9788491871965
- 2020 Las portadas de El Jueves (2014-2020). De la coronación al coronavirus.. RBA libros, Barcelona. ISBN 9788491875833
- 2021 El póster de El Jueves. La mejor galería de arte satírico. RBA libros, Barcelona. ISBN 9788491871026
- 2022 Historia gráfica de la Guerra Civil. Coautor: Jaume Capdevila, RBA libros, Barcelona. ISBN 9788491879442

### Còmic, humor gràfic, col·laboracions
- 2009 ComiCat: Crítica, articles o guia del còmic en català 2008. Edicions Per Tutatis!.[20]
- 2010 ComiCat: Crítica, articles o guia del còmic en català 2009. Edicions Per Tutatis![21]
- 2013 Gran Catálogo de la Historieta. Inventario 2012. Catálogo de los tebeos en España. 1880-2012). ACyT Ediciones. ISBN 978-84-616-2902-2. Col·labora com un dels documentalistes.
- 2013 Del Tebeo al Manga: Una Historia de los Cómics 10. Diversos autors. Coordinador: Antoni Guiral. Panini Comics, Torroella. ISBN 978-84-9024-358-9
- 2013 L'Esquella de la Torratxa 1879-1939. 60 anys d'història catalana. Editorial Efadós. ISBN 978-84-15232-58-2
- 2014 Papitu (1908-1937) Sàtira, erotisme i provocació.  Efadós. ISBN 978-84-15232-71-1
- 2015 Josep Coll, el observador perplejo. Diminuta i Trilita ediciones. Barcelona. ISBN 978-84-942399-5-3[22]
- 2016 L'humor gràfic a Barcelona, Efadós, Barcelona, ISBN 978-84-16547-00-5[23]
- 2016 Cómic digital hoy. Una introducción en presente. Libro digital de descarga gratuita. ACDCÓMIC, Barcelona. ISBN 978-84-608-3910-1[24]
- 2016 Tebeos. Las revistas juveniles. ACyT, Sevilla, ISBN 978-84-608-9398-1[25]
- 2018  Del boom al crack. La explosión del cómic adulto en España (1877-1995), Diminuta, Barcelona, ISBN 978-84-946376-5-0[26]
- 2020  El barrufet gramàtic. Homenatge a Albert Jané. Base, Barcelona, ISBN 9788417759612[27]
- 2021  El monjo, l’historiador i l’editor. Homenatge a Josep Massot i Muntaner, Publicacions de l'Abadia de Montserrat, Barcelona, ISBN 9788491911982[28]

### Ficció
- 2020  Granollers. Setze històries d'una ciutat, Coordinació, pròleg i un relat, Alpina, Granollers, ISBN 9788480908191[29]

## Revistes
- 1995 Senseïsmes: revista d'art contemporani. Editat per: Jordi Riera i Francesc Ventura.[30]
- 1996 Senseïsmes: revista d'art contemporani. Editat per: Jordi Riera i Francesc Ventura, 1996.[31]
- 2013 Tentacles.

## Comissari d'exposicions

### Art
- 1996 Senseïsmes a Salvador Brotons. Junt amb Francesc Ventura. Can Xerracan, Montornès del Vallès, Vallès Oriental.[32]
- 1998 Setmana de les Arts. Junt amb el grup Els Isards. Plaça de la Corona, Granollers, Vallès Oriental.[33]
- 2001 Setmana de les Arts. De la ficció a la realitat. Junt amb el grup Els Isards. Museu de Granollers, Granollers, Vallès Oriental.[34]

### Còmic, humor gràfic, animació
- 2013 La Fauna de Vizcarra. Sala Àmbit Cultural del Corte Inglés Portal de l'Àngel (Barcelona).[35][36][37]
- 2015 Garbancito de la Mancha. 70 anys del primer llargmetratge europeu d'animació en color. Junt amb Antoni Guiral. Museu de Cinema de Girona.[38][39][40][41]
- 2015 Ventura, la genialitat d'un dibuixant d'humor. Sala Àmbit Cultural del Corte Inglés Portal de l'Àngel (Barcelona).[42][43]
- 2016 Gols de tinta. Futbol i vinyetes a Catalunya des del 1895 fins avui. Exposició per la Xarxa de Museus de la Diputació de Barcelona.[44][45]
- 2016 La Corona d'Aragó dibuixada. Història i ficció. Arxiu Corona d'Aragó, Palau del Lloctinent, Barcelona.[46][47]
- 2019 Enric Sió. El dibuixant que va trencar motlles. Sala Josep Uclés del Centre Cultural El Carme, Badalona.[48][49]

## Entrevistes (vídeo)
- 2015 Garbancito de la Mancha. Testimonial. Exposició al Museu del Cinema.[50]